# Jevgenij Kafelnikov
Jevgenij Aleksandrovitj Kafelnikov (russisk: Евгений Александрович Кафельников ; født 18. februar 1974 i Sotji, Sovjetunionen) er en tidligere russisk tennisspiller, der var professionel mellem 1992 og 2003. Han vandt igennem sin karriere vundet 26 single- og 27 doubletitler, og hans højeste placering på ATP's verdensrangliste er en 1. plads, som han opnåede i maj 1999. En af Kafelnikovs første titler var Copenhagen Open i København, som han vandt i 1994. I år 2000 vandt han OL-guld i Sydney.

## Grand Slam
Igennem sin karriere lykkedes det Kafelnikov at vinde 2 Grand Slam-titler. Den første var French Open i 1996, hvor han i finalen besejrede tyske Michael Stich. I 1999 vandt han US Open, med en finalesejr over Thomas Enqvist fra Sverige.